# حلم (سازمان مردم‌نهاد)
حلم به (عربی: حلم) یک سازمان مردم‌نهاد لبنانی است که برای بهبود وضعیت حقوقی و اجتماعی افراد همجسنگرای زن، مرد، دوجنسگرا و تراجنسیت (دگرباشان) کنشگری می‌کند. حلم مخفف عبارت عربی: حمایة لبنانیة للمثلیین، به معنای "پشتیبانی لبنانی از همجنس گرایان") این سازمان نخستین گروه طرفداری دگرباشی در جهان عرب است. واژه حلم در زبان عربی به معنای رؤیا است.

## سازمان
حلم (مخفف عربی "حمایت لبنانی برای لزبینها، همجنسگراها، دوجنسگراها و افراد تراجنسیتی")، یک سازمان مردم نهاد غیردولتی است که در ۱۱ فوریه ۲۰۰۴ در کبک (کانادا) ثبت شده است. همان‌طور که در اساس‌نامه حلم آمده است اقدام آن شامل لبنان و کانادا می‌شود. حلم علاوه بر کانادا، گروه‌های حمایتی در استرالیا، فرانسه و ایالات متحده نیز بنیان نهاده است.
حلم یک سازمان حقوقی است که در لبنان به رسمیت شناخته شده است. همان‌طور که در وب سایت هلم توضیح داده شده است، "مطابق قانون انجمن‌های لبنان، هر سازمان غیردولتی می‌تواند از طریق اطلاع‌رسانی عمومی (به عربی علم و خبر) به وزارت کشور لبنان ثبت نام کند.

## هدف
هدف اصلی هلم لغو ماده ۵۳۴ قانون مجازات لبنان است که مجازات «رابطه جنسی غیرطبیعی» را مجازات می‌کند. این قانون در درجه اول برای هدف قرار دادن جامعه دگرباشان با نقض حریم خصوصی اعضای آن و نفی آنها از حقوق اساسی بشر استفاده می‌شود. لغو این قانون به کاهش آزار و اذیت دولتی و اجتماعی کمک خواهد کرد و راه رسیدن به برابری را برای جامعه دگرباش جنسی در لبنان هموار می‌کند. هدف اصلی حلم مقابله با بیماری ایدز و سایر بیماریهای مقاربتی در ضمن حمایت از حقوق بیماران است.